# Amythyst Kiah
Amythyst Kiah (Chattanooga, 1986. december 11. –) amerikai énekesnő, gitáros, bendzsós, dalszerző. Közreműködő volt Rhiannon Giddens-szel, Leyla McCalla-val és Allison Russell-lel és a „Songs of Our Native Daughters” (2019) című albumon is.

## Pályakép
Amythyst Kiah édesapja (aki a menedzsere is) az 1970-es években zenekarban énekelt és ütőhangszereken játszott. Édesanyja templomban énekelt. Kiah kreatív művészeti középiskolába járt, ahol gitározni tanult. 17 éves volt, ymikor édesanyja öngyilkos lett. A temetésén való éneklés volt Kiah harmadik nyilvános fellépése.
Kiah az East Tennessee State University-n tanult, ahol elvégezte a „Bluegrass, Old Time és Country Music Studies” programot, és csatlakozott az iskola marquee old-time bandjéhez. 2010 óta turnézik szólistaként a „Her Chest of Glass” és a „Our Native Daughters” társulattal. Kiah 2013-ban adta ki első albumát „Dig” címmel. Az albumot az East Tennessee State University Recording Lab-ban rögzítették. Ezt követte egy EP, − a „Her Chest of Glass”, amelyet 2016. vége felé adtak ki. Kiah az EP öt dalából hármat maga írt.
A Wary + Strange 2021. június 18-án jelent meg. Kiah 2018 januárjában kezdett dolgozni az albumon, és háromszor rögzítette az albumot − három különböző producerrel − mire elégedett lett volna a hangzásával. Az album kedvező kritikákat kapott a Glide magazintól: "Ez az album a beszélgetések tárgya lesz nem csak ebben az évben, hanem a következő években is". A Rolling Stone magazin felvette a „25 Best Country and Americana Albums of 2021” közé; a „Wild Turkey” című dalt pedig a Variety magazin a 2021-es év 50 legjobb dala közé sorolta.
Rengeteget turnézott az Egyesült Államokban, Mexikóban és az Egyesült Királyságban is. Rhiannon Giddens, Leyla McCalla és Allison Russell mellett a „Songs of Our Native Daughters” (2019) című album létrehozásában is részt vett. Kiah ma a Tennessee állambeli Johnson Cityben él.

## Albumok
- Dig (2013)
- Her Chest Of Glass (2017)
- Wary + Strange (2021)
- Pensive Pop (2022)

### Kislemezek
- Your Ghost (2020) és Dave Hause, Kam Franklin
- Natural Blues (2021)
- Black Mysel (2021)

## Díjak
- 2020: Grammy-díj jelölt a „Black Myself” című dalért.

## Fordítás
Ez a szócikk részben vagy egészben  az   Amythyst Kiah című angol Wikipédia-szócikk ezen változatának fordításán alapul.  Az eredeti cikk szerkesztőit annak laptörténete sorolja fel. Ez a jelzés csupán a megfogalmazás eredetét és a szerzői jogokat jelzi, nem szolgál a cikkben szereplő információk forrásmegjelöléseként.